# December (musikgrupp)
December (hangul: 디셈버) är en sydkoreansk duogrupp bildad år 2009. Den består av de två manliga sångarna Yoon-hyuk och DK.

## Karriär
December bildades år 2009 med sångarna Yoon-hyuk och DK. I februari 2010 var Yoon-hyuk involverad i en allvarlig bilolycka där bilen voltade och fattade eld. Han bröt flera ben i kroppen och fick ett stort sår i huvudet, varefter han tillbringade sex veckor på sjukhus.
År 2010 släppte gruppen singlar som "Honesty" i mars, och "I Came Alone" i juli. Decembers första studioalbum med titeln A Story to the Sky släpptes den 1 november 2010 och innehåller tre nya singlar. Det rapporterades att Yoon-hyuk fick kämpa sig genom studioinspelningarna då han hade problem med stämbanden, vilket också ledde till att skivbolaget minskade hans andel av partier i låtarna. I januari 2011 ställdes gruppens aktiviteter in efter att Yoon-hyuk blivit diagnosticerad med H1N1.
I mars 2012 medverkade DK i ett specialavsnitt av Immortal Song 2 på KBS som hyllade den legendariska koreanska sångaren Kim Gun-mo. I juli 2012 släpptes singeln "Unfinished" som gruppen framförde live i musikprogrammet Music Bank på KBS den 13 juli. Under sommaren medverkade duon i flera olika TV-program som en del av marknadsföringen av "Unfinished". DK medverkade bland annat den 8 augusti 2012 i Quiz to Change the World på MBC, och den 12 september 2012 i Immortal Song på KBS.
Gruppens andra studioalbum The Last Legacy släpptes i december 2012 tillsammans med musikvideon till den nya singeln "Don't Go". År 2013 påbörjade både Yoon-hyuk och DK sin värnplikt, och i maj samma år släpptes singeln "Going Home". Den 12 juni 2015 släpptes musikvideon till den nya singeln "Reason".

## Medlemmar
| Artistnamn   | Artistnamn | Födelsenamn   | Födelsenamn | Födelsedatum     |
| Romanisering | Hangul     | Romanisering  | Hangul      | Födelsedatum     |
| ------------ | ---------- | ------------- | ----------- | ---------------- |
| Yoon-hyuk    | 윤혁       | Lee Yoon-hyuk | 이윤혁      | 28 februari 1986 |
| DK           | 디케이     | Han Dae-kyu   | 한대규      | 13 april 1986    |

## Diskografi

### Album
| Albuminformation                                           | Topplacering          |
| Albuminformation                                           | Sydkorea (Gaon Chart) |
| ---------------------------------------------------------- | --------------------- |
| Dear My Lover (EP-skiva) - Släppt: 27 oktober 2009         | —                     |
| A Story to the Sky (Studioalbum) - Släppt: 1 november 2010 | 5                     |
| She's Gone (EP-skiva) - Släppt: 1 maj 2012                 | —                     |
| The Last Legacy (Studioalbum) - Släppt: 20 december 2012   | 20                    |
| Reason (EP-skiva) - Släppt: 12 juni 2015                   | —                     |
| Perhaps Love (EP-skiva) - Släppt: 30 september 2016        | —                     |